# Años de estudio de The Beatles
Los años de estudio de los Beatles comenzaron cuando después de un período de varios años, el cual abarca su primera etapa en Alemania, la era de la Beatlemanía en el Reino Unido y sus giras americanas, la banda dejó de realizar conciertos en vivo y comenzó a dedicar sus esfuerzos más plenamente a la creación de nuevo material en estudios de grabación.
En agosto de 1966, los Beatles dieron su último concierto ante público, volviendo al estudio en noviembre para grabar Sgt. Pepper's Lonely Hearts Club Band. El álbum fue lanzado en junio de 1967, y ese mismo mes, la primera conexión de televisión mundial en vivo de la historia fue de los Beatles cantando All You Need Is Love para televidentes de todo el mundo, al mismo tiempo que realizaban la grabación para el lanzamiento de la canción.
Dos meses después de All You Need Is Love, en agosto de 1967, los Beatles se reunieron con el Maharishi Mahesh Yogi por primera vez. Ese mes, el mánager de la banda, Brian Epstein, falleció. La magnitud de la influencia del Maharishi en los Beatles se demostraría con sus dos siguientes álbumes, con muchas de las canciones de esos discos compuestas durante la estadía de la banda con él en la India el año siguiente, pero no antes de que la banda reciba su primera crítica negativa por parte de la prensa británica, con la película Magical Mystery Tour recibiendo comentarios despectivos.
Al regresar de la India, los Beatles fundaron Apple Corps para reemplazar la gestión de Epstein, y una vez más concentraron sus esfuerzos en el estudio de grabación. Sin embargo, las divisiones y la disidencia comenzaron a expulsar a los miembros de la banda. Ringo Starr dejó la banda por un tiempo, y Paul McCartney lo reemplazó en la batería en varias de las canciones del disco entonces grabadas.

## El fin de la gira
Durante las sesiones de grabación de Revolver, el bucle de cinta y el muestreo temprano fueron introducidos en una compleja mezcla de balada, R&B, soul y música mundial. Los Beatles dieron su último concierto ante público en el Candlestick Park de San Francisco el 29 de agosto de 1966. En el concierto, algunas personas se sintieron decepcionadas de que los Beatles no toquen ninguna canción de Revolver. Desde entonces, los Beatles se concentraron en la grabación de canciones.
Menos de siete meses después de grabar Revolver, los Beatles regresaron a los estudios Abbey Road el 24 de noviembre de 1966 para comenzar las sesiones de grabación de 129 días para su octavo álbum, Sgt. Pepper's Lonely Hearts Club Band, lanzado el 1 de junio de 1967.

## All You Need Is Love
La banda apareció en un segmento dentro de la primera conexión vía satélite de televisión en el mundo, en un espectáculo llamado Our World. Los Beatles fueron transmitidos en vivo desde los estudios Abbey Road, y su nueva canción, All You Need Is Love, fue grabada en vivo durante el espectáculo, aunque con el acompañamiento de una pista de fondo que había pasado cinco días de grabación y mezcla en el estudio antes de la emisión.

## Encuentro con el Maharishi
El 24 de agosto de 1967, los Beatles se encontraron con el Maharishi Mahesh Yogi en el Hotel Hilton de Londres. Unos días después, fueron a Bangor, en Gales del Norte, para asistir a una conferencia de iniciación de fin de semana. Allí, el Maharishi le dio a cada integrante de la banda un mantra.

## La muerte de Brian Epstein
Mientras estaban en Bangor, los Beatles se enteraron de la muerte de Brian Epstein a la edad de 32 años por una sobredosis accidental de medicamentos recetados. En una entrevista de 1970 con la revista Rolling Stone, John Lennon comentó que la muerte de Epstein marcó el comienzo del final para la banda: "Sabía que entonces estábamos en problemas. 30 años después de la muerte de Epstein, McCartney dijo: "Brian estaría realmente feliz de escuchar lo mucho que lo amábamos".

## Magical Mystery Tour y los primeros comentarios negativos
A finales de 1967, los Beatles recibieron su primera crítica negativa importante en el Reino Unido, con opiniones despectivas de su surrealista película de televisión Magical Mystery Tour. Parte de la crítica surgió porque el color era una parte integral de la película. Sin embargo, la película fue presentada en el Boxing Day en blanco y negro.
La banda sonora de Magical Mysteey Tour fue lanzada en el Reino Unido como un doble EP, y en los Estados Unidos como un LP completo, el cual es ahora la versión oficial.

## Viaje a India y vuelta al estudio
El grupo pasó la primera parte de 1968 en Rishikesh, Uttar Pradesh, India, estudiando meditación trascendental con el Maharishi Mahesh Yogi. Su tiempo en el ashram de Maharishi fue muy productivo desde el punto de vista musical, ya que muchas de las canciones que más tarde serían registradas para sus dos próximos álbumes fueron compuestas allí por Lennon, McCartney y Harrison. Cuando volvieron de la India, Lennon y McCartney fueron a Nueva York para anunciar la creación de Apple Corps.
A mediados de 1968, la banda se encontraba grabando el álbum doble The Beatles, popularmente conocido como The White Album por su portada totalmente blanca.

## El principio del fin
Según John Lennon, la muerte de Epstein marcaría el principio del final de los Beatles. En las sesiones de estudio de The White Album se veían profundas divisiones dentro de la banda, con Starr dejando temporalmente la misma y McCartney haciéndose cargo de la batería en las canciones Martha My Dear, Wild Honey Pie, Dear Prudence y Back in the U.S.S.R.. Otras de las causas de la disensión eran que la nueva novia de Lennon, Yoko Ono, estaba a su lado durante casi todas las sesiones, y que los otros sintieron que McCartney se estaba volviendo demasiado dominante. Las divisiones internas habían sido un pequeño pero creciente problema en la banda, esto se reflejó en la dificultad que Harrison tenía para lograr que canciones suyas formen parte de los discos de la banda.
También surgió un desacuerdo sobre quién debía ser el nuevo mánager de la banda. Lennon, Harrison y Starr coincidían en que debía ser Allen Klein, de Nueva York, mientras que McCartney quería al empresario Lee Eastman, quien era el padre de la entonces novia y posteriormente esposa de McCartney, Linda. En el pasado, todas las decisiones de los Beatles se tomaban de forma unánime, pero esta vez los miembros no pudieron ponerse de acuerdo. Los otros tres miembros consideraron que Eastman pondría los intereses de McCartney por encima de los del grupo. En épocas posteriores, durante las entrevistas Anthology, McCartney miraría hacia atrás y sobre su preferencia por Eastman dijo: "Puedo entender porqué iban a sentir que Eastman iba a estar predispuesto para mí y en contra de ellos". En la primavera de 1969, McCartney le comentó a George Martin que los Beatles querían grabar un nuevo álbum. Martin, quien era ingeniero y productor de los Beatles desde hacía mucho tiempo, estaba disgustado de grabar en estudio después de lo que fueron las sesiones de grabación de Let It Be. Las sesiones de Let It Be fueron entregadas a Phil Spector en 1970 y lanzadas en abril de ese año. McCartney le dijo a Martin que ellos quería grabar como solían hacerlo y las nuevas grabaciones, realizadas durante el verano de 1969, produjeron el último álbum grabado por el grupo, conocido como Abbey Road, lanzado el 26 de septiembre de 1969.
Finalmente Klein fue nombrado mánager de la banda. En 1971 se descubrió que había robado 5 millones de euros que eran posesión de los Beatles.